# QBU-201

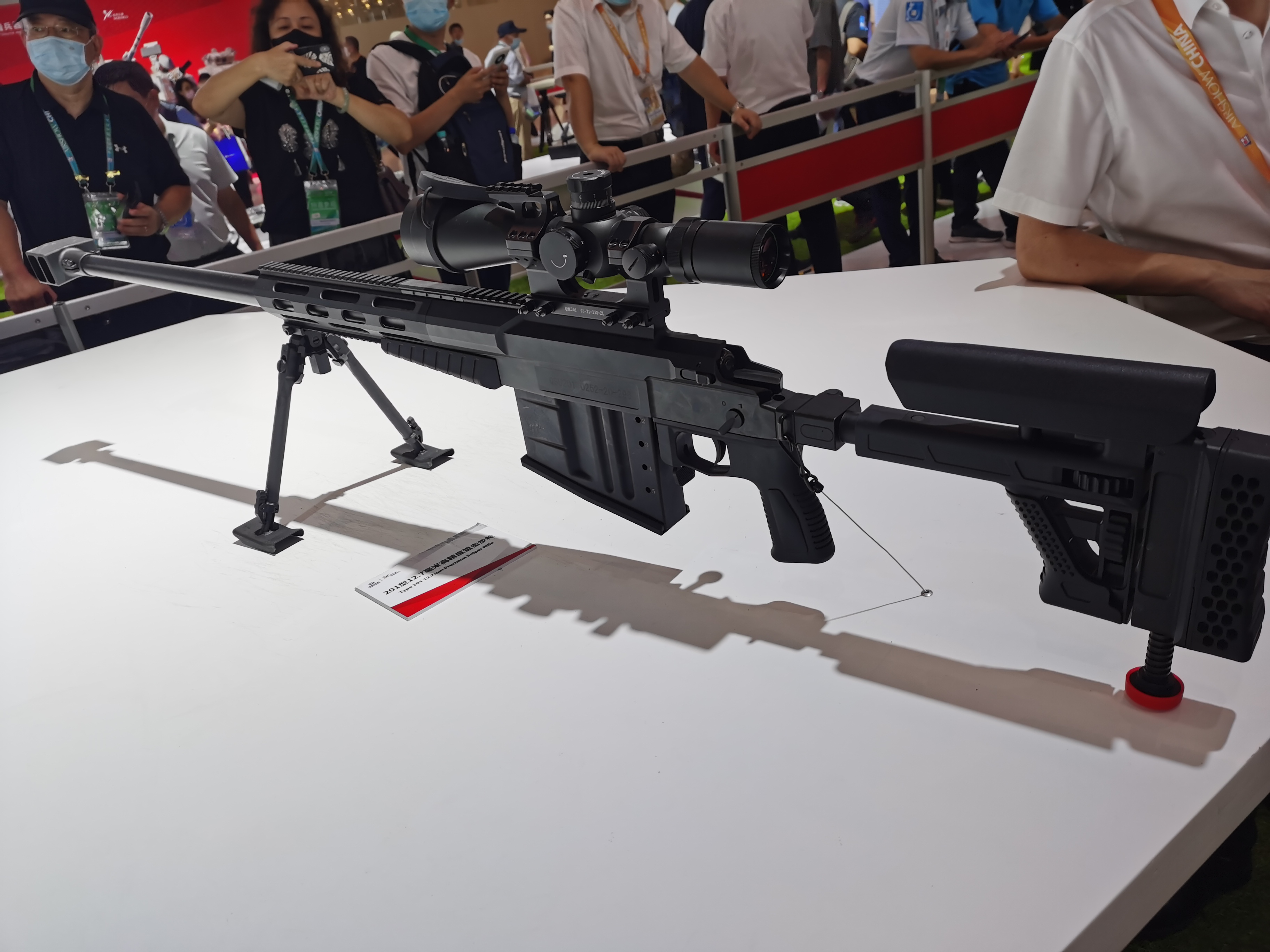
QBU-201 exibido no Show Aéreo de Zhuhai em 2021

O QBU-201 é um fuzil antimaterial de ação por ferrolho projetado e fabricado pela empresa chinesa Norinco. A arma é equipada com munição aprimorada de alta precisão de 12,7×108mm em um carregador tipo cofre de 5 cartuchos. O fuzil possui um cano flutuante, trilho Picatinny, compensador de câmara dupla e coronha de ombro com redutor de recuo retrátil.

## Operadores
- China: Forças Terrestres do Exército de Libertação Popular